# Lasha Parghalava
Lasha Parghalava, en géorgien : ლაშა ფარღალავა; né le 7 février 1987 à Roustavi, Géorgie, URSS, est un joueur géorgien de basket-ball. Il joue au poste d'arrière.